# Cormagens

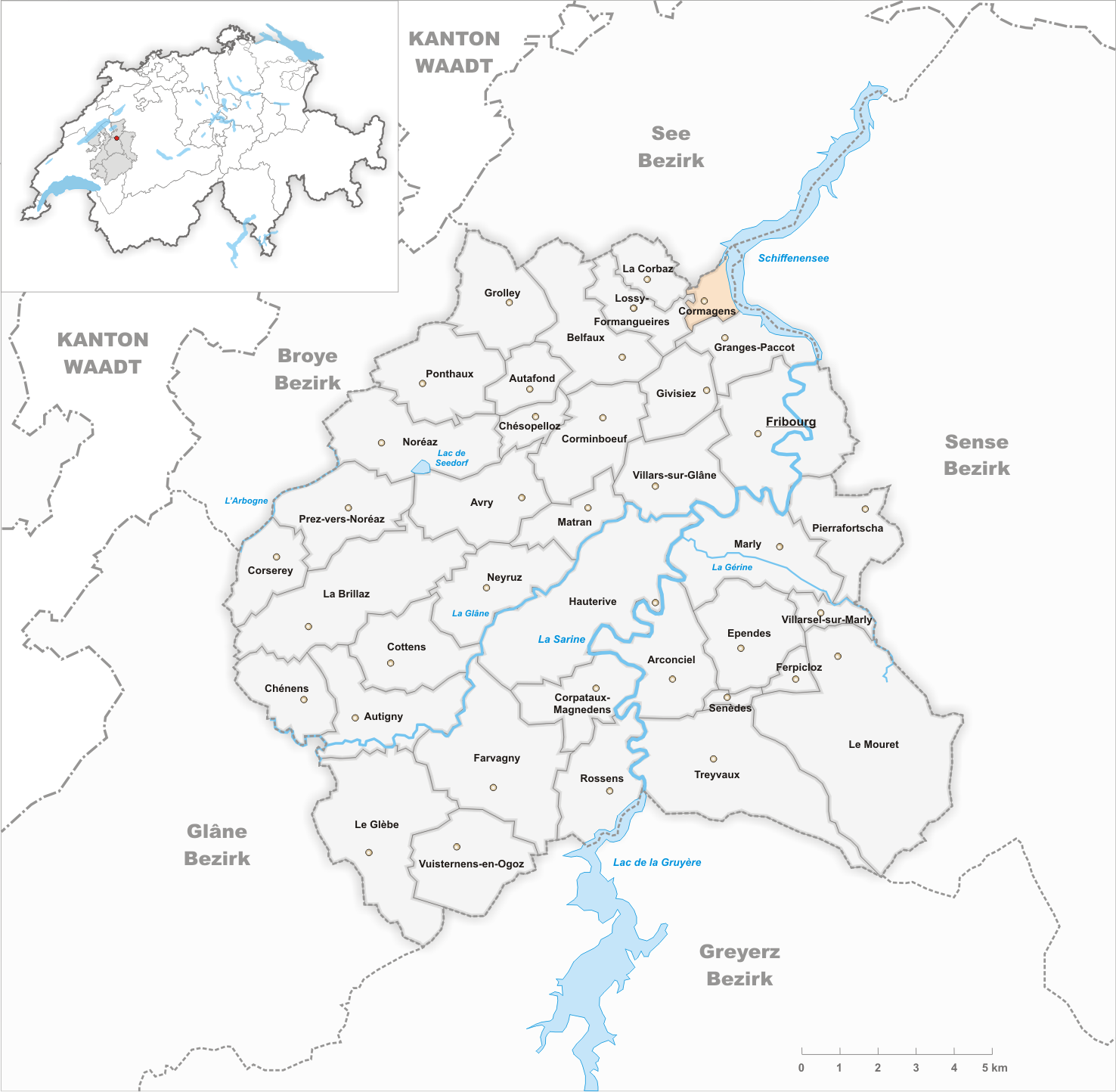
Gemeindestand vor der Fusion am 1. Januar 2004

Cormagens (Freiburger Patois Kormadzinⓘ) ist eine Ortschaft und früher selbständige politische Gemeinde im District de la Sarine (deutsch: Saanebezirk) des Kantons Freiburg in der Schweiz. Der frühere deutsche Name Cormasing wird heute nicht mehr verwendet. Am 1. Januar 2004 wurde Cormagens mit La Corbaz und Lossy-Formangueires in der neuen Gemeinde La Sonnaz zusammengeschlossen.

## Geographie
Cormagens liegt auf 575 m ü. M., vier Kilometer nordwestlich der Kantonshauptstadt Freiburg (Luftlinie). Das Dorf erstreckt sich an aussichtsreicher Lage am südlichen Talhang der Sonnaz, über deren Mündung in den Schiffenensee, im Molassehügelland des Freiburger Mittellandes. Die ehemalige Gemeindefläche betrug rund 1,6 km². Das Gebiet reichte von der Sonnaz südwärts über den Hang von Cormagens bis auf das angrenzende Hochplateau von Granges-Paccot (bis 623 m ü. M.). Im Osten fällt dieses Hochplateau in einem teils von Sandsteinfelsen durchzogenen Steilhang zum Schiffenensee ab.

## Bevölkerung
Mit 107 Einwohnern (2002) zählte Cormagens vor der Fusion zu den kleinsten Gemeinden des Kantons Freiburg. Ein Anteil von rund 20 % der Bevölkerung ist deutschsprachig. Im Jahr 1831 hatte das Dorf 68 Einwohner, 1910 123 Einwohner, 1960 jedoch nur noch 61 Einwohner, bevor wieder ein deutliches Bevölkerungswachstum verzeichnet wurde. Zu Cormagens gehörten die Siedlung La Sonnaz (536 m ü. M.) am gleichnamigen Flusslauf, kurz vor seiner Mündung in die zum Schiffenensee aufgestaute Saane, sowie mehrere Einzelhöfe.
Einwohnerzahlen: Volkszählungsdaten

## Wirtschaft
Cormagens war bis in die zweite Hälfte des 20. Jahrhunderts ein vorwiegend durch die Landwirtschaft geprägtes Dorf. Noch heute haben der Ackerbau, der Obstbau, die Milchwirtschaft und die Viehzucht einen gewissen Stellenwert in der Erwerbsstruktur der Bevölkerung. Weitere Arbeitsplätze sind im lokalen Kleingewerbe und im Dienstleistungssektor vorhanden, unter anderem in einem Betrieb, der Plastikfolien herstellt. In den letzten Jahrzehnten hat sich das Dorf zu einer Wohngemeinde entwickelt. Viele Erwerbstätige sind deshalb Wegpendler, die hauptsächlich in der Region Freiburg arbeiten.

## Verkehr
Das Dorf ist verkehrsmässig recht gut erschlossen. Es liegt nur wenig abseits der Hauptstrasse von Freiburg nach Murten. Der nächste Anschluss an die Autobahn A12 (Bern-Vevey) befindet sich rund 1,5 km vom Ortskern entfernt. Cormagens besitzt keine direkte Anbindung an das Netz des öffentlichen Verkehrs. Der nächste Bahnhof an der Eisenbahnlinie Freiburg-Murten befindet sich in Pensier (1 km vom Dorf entfernt).

## Geschichte
Das Gebiet von Cormagens war schon sehr früh bewohnt, was durch den Fund von Siedlungsspuren aus dem Mesolithikum und dem Neolithikum nachgewiesen werden konnte. Die erste urkundliche Erwähnung des Ortes erfolgte 1148 unter dem Namen Cormagin. Später erschienen die Bezeichnungen Cormargin (1294), Cormargens (1445) und Cormagens (1668). Die Etymologie des Ortsnamens liegt weitgehend im Dunkeln.
Seit dem Mittelalter war Cormagens ein Lehen der Grafen von Thierstein. Auch die Abtei Hauterive besass Grundrechte auf dem Gebiet. Spätestens ab 1442 gelangte das Dorf unter die Herrschaft von Freiburg und wurde der Alten Landschaft (Spitalpanner) zugeordnet. Nach dem Zusammenbruch des Ancien Régime (1798) gehörte Cormagens während der Helvetik und der darauf folgenden Zeit zum Bezirk Freiburg, bevor es 1848 mit der neuen Kantonsverfassung in den Saanebezirk eingegliedert wurde. Seit 1866 wurden die Gemeinden Cormagens und La Corbaz durch denselben Gemeinderat verwaltet. Einer möglichen Fusion widersetzten sich die Bewohner von Cormagens jedoch im Jahr 1981.
Im Rahmen der vom Kanton Freiburg seit 2000 geförderten Gemeindefusionen entschieden sich die Stimmberechtigten von Cormagens am 20. Mai 2003 mit einer Ja-Mehrheit von 57 % für das Zusammengehen mit den Gemeinden La Corbaz und Lossy-Formangueires. Mit Wirkung auf den 1. Januar 2004 trat deshalb die Fusion zur neuen Gemeinde La Sonnaz in Kraft.

## Sehenswürdigkeiten
Die Kapelle Saint-Théodule, die auf das 15. Jahrhundert zurückgeht, wurde 1844 in das Dorf verlegt. Cormagens gehört zur Pfarrei Belfaux.
In Cormagens befindet sich auch einer der letzten Patrizier-Landsitze (Schloss, Ländereien und Wälder) des Kantons Freiburg. Dieser gehört seit nun zwei Generationen der alten bernischen Familie der Kilchenmann von Oberösch. Schloss und Ofenhaus reichen bis ins 17. Jahrhundert zurück.